# Adriaen Pietersz Crabeth
Adriaen Pietersz Crabeth (n. 1510 – d. 1553) a fost un pictor pe sticlă neerlandez.
Crabeth s-a născut în Gouda. Potrivit lui Karel van Mander, el a fost elevul pictorului pe sticlă Jan Swart van Groningen. Și-a luat numele de la tatăl său „Krepel Pieter” și, deși era un student bun care l-a depășit pe stăpânul său, a murit în tinerețe la Autun după ce s-a aflat acolo pentru o scurtă perioadă în timpul unui turneu în Franța.
Potrivit lui RKD, a fost fiul lui Pieter Dirksz Crabeth și fratele pictorilor pe sticlă Wouter și Dirk Crabeth. A devenit elev al lui Jan Swart din Groningen, dar a murit relativ tânăr la Autun.